# Saint-Martin-de-Valamas
Saint-Martin-de-Valamas är en kommun i departementet Ardèche i regionen Auvergne-Rhône-Alpes i sydöstra Frankrike. Kommunen ligger  i kantonen Saint-Martin-de-Valamas som ligger i arrondissementet Tournon-sur-Rhône. År 2022 hade Saint-Martin-de-Valamas 1 084 invånare.

## Befolkningsutveckling
Antalet invånare i kommunen Saint-Martin-de-Valamas
Referens: INSEE

## Galleri

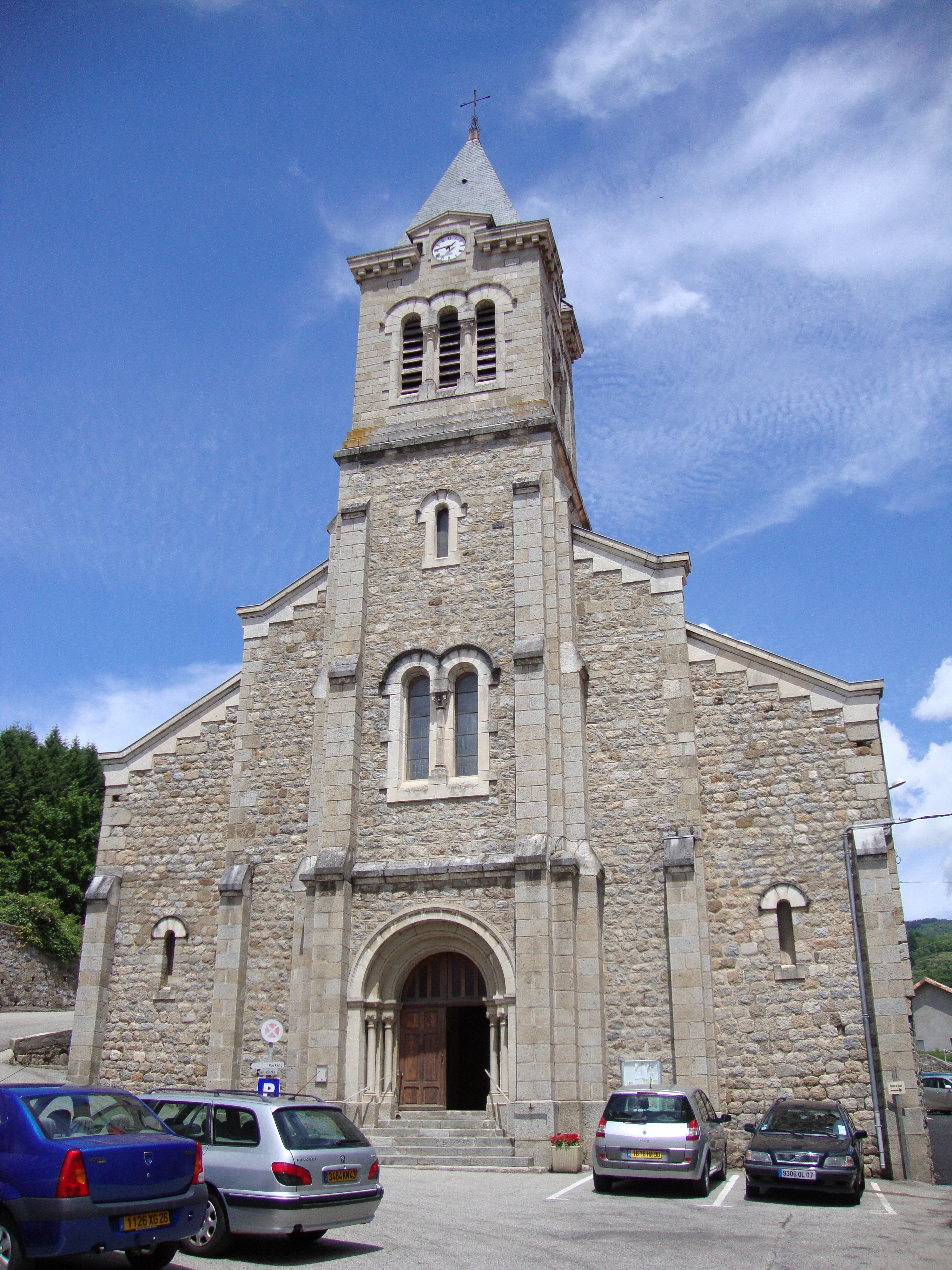
Kyrkan
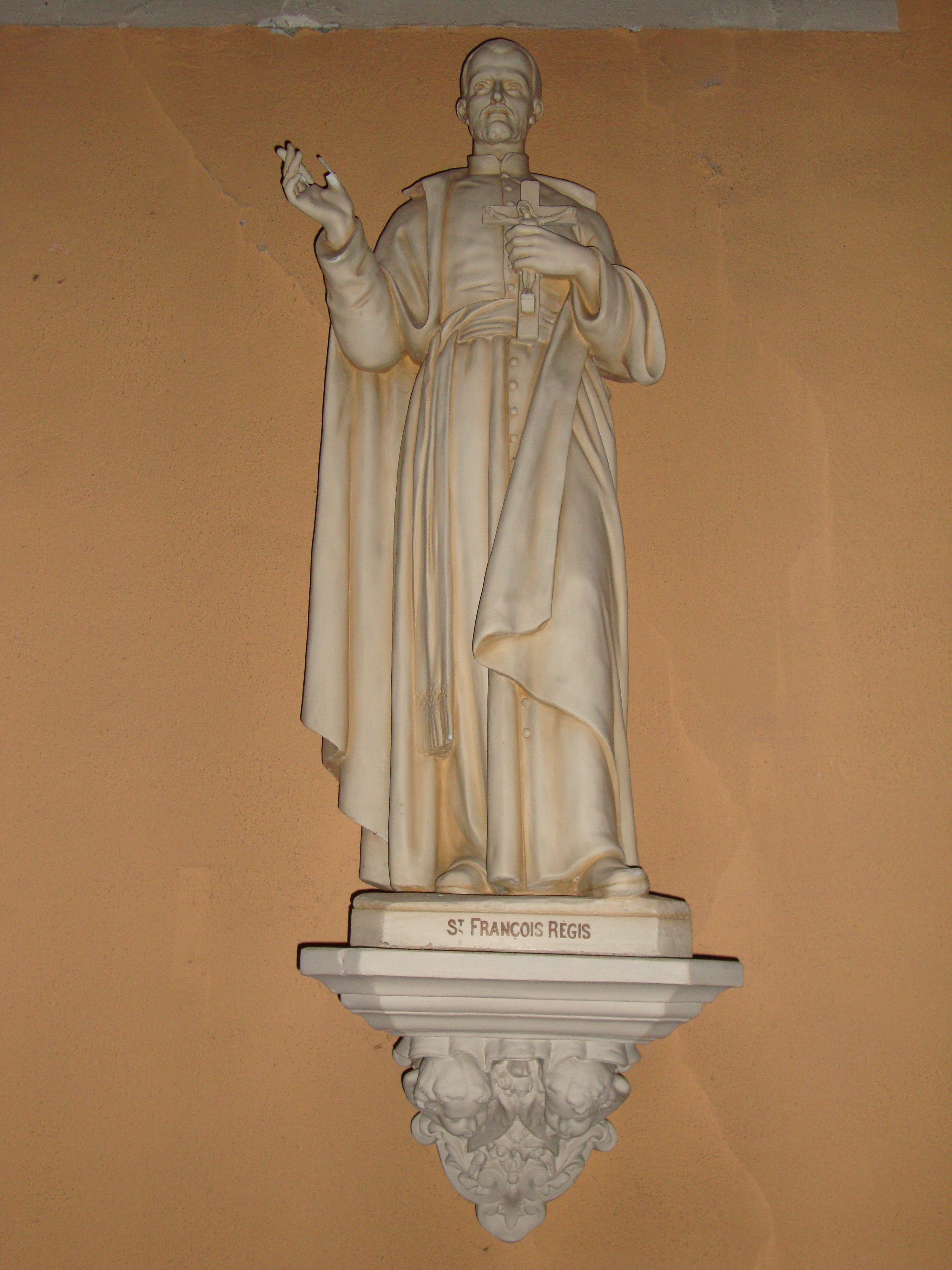
Statue föreställande Jean-François Régis
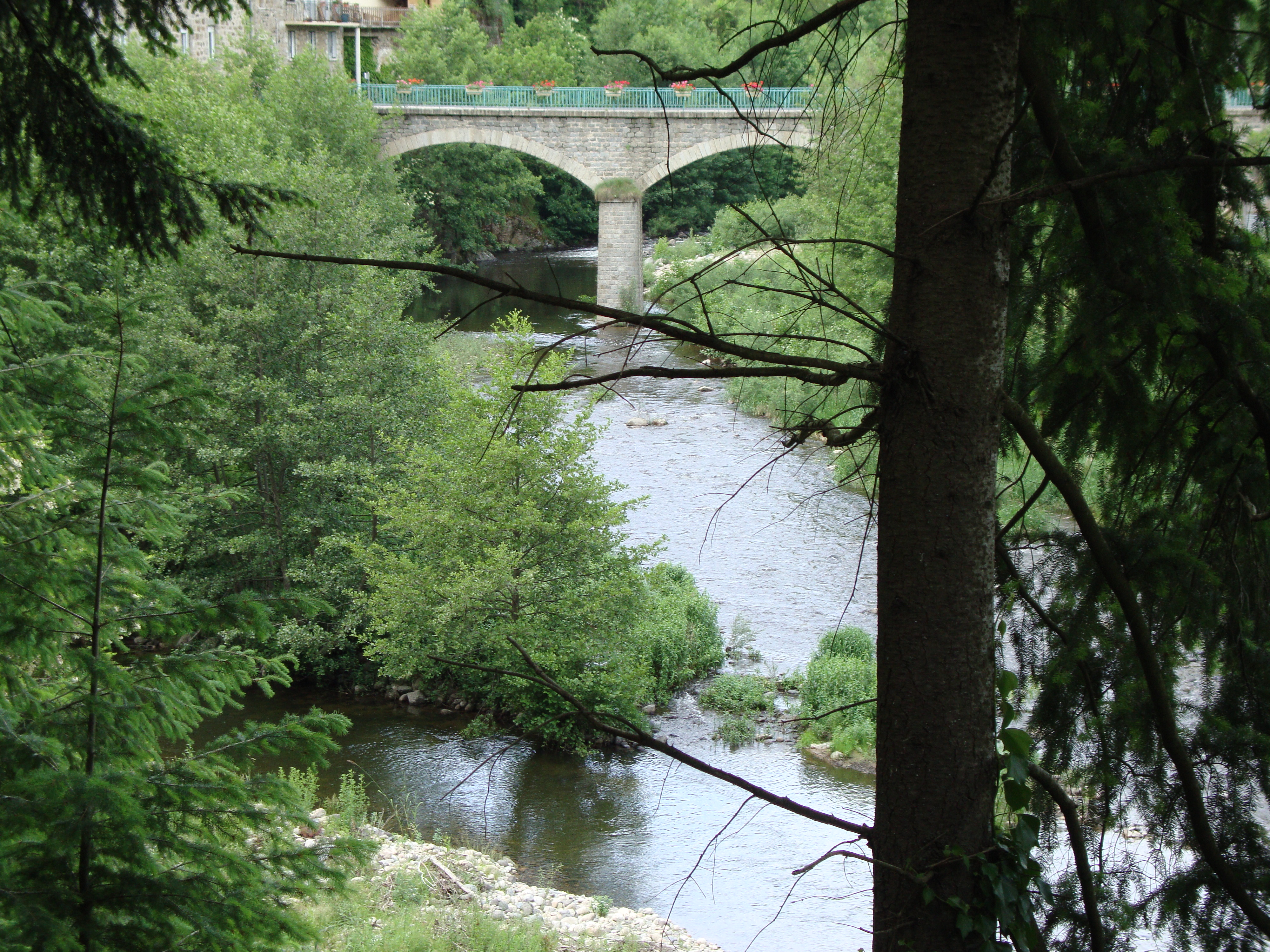
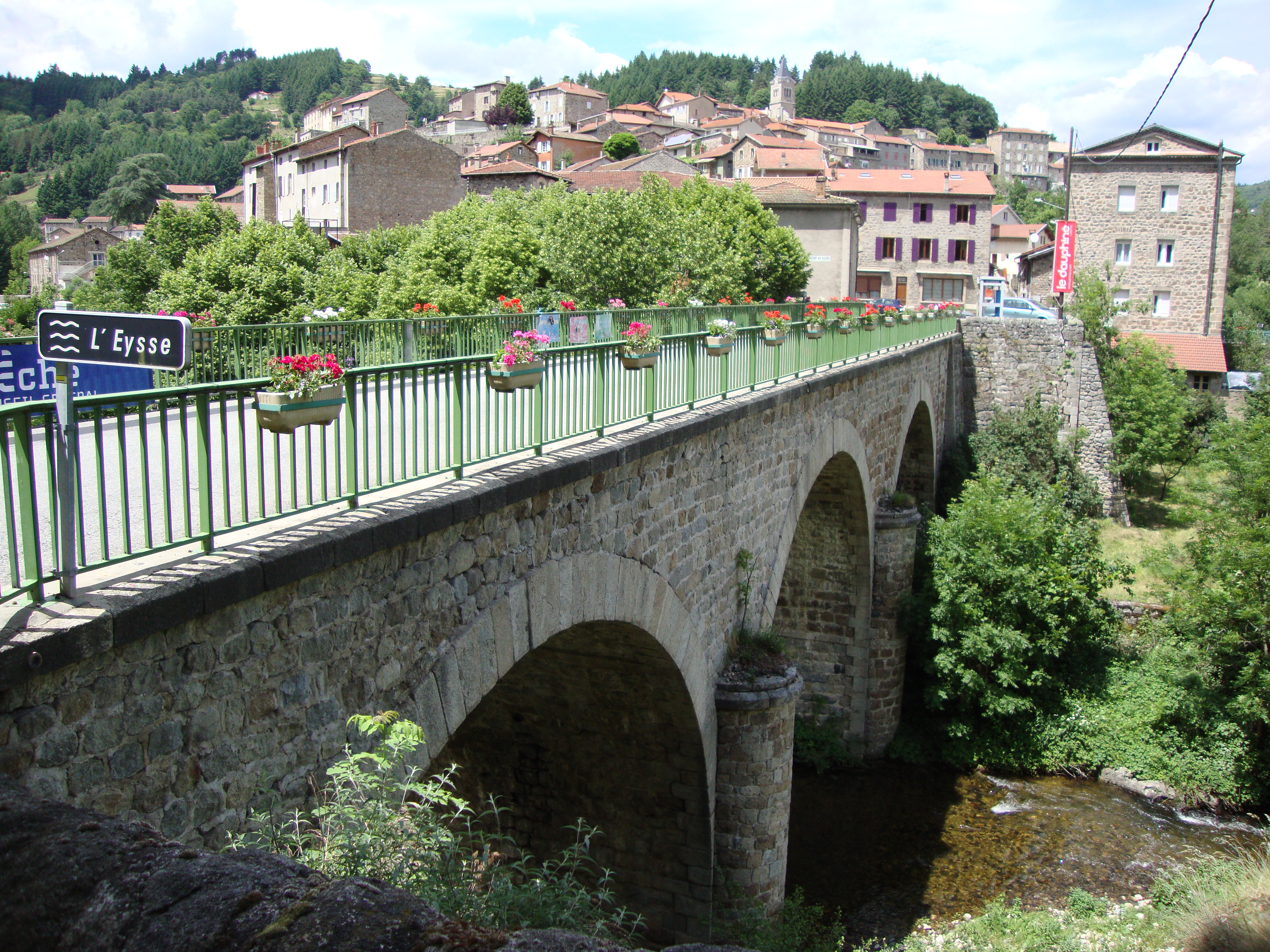
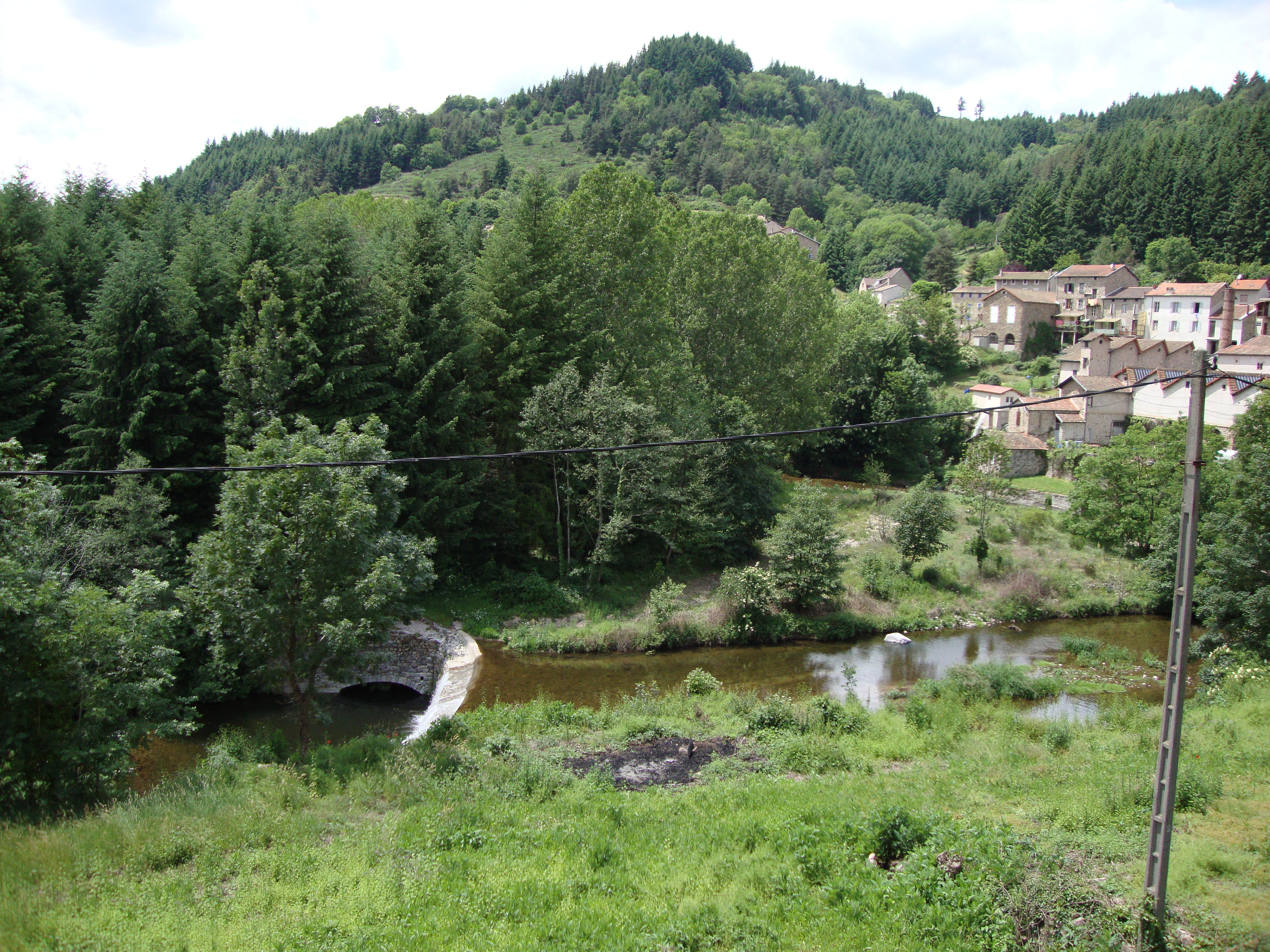
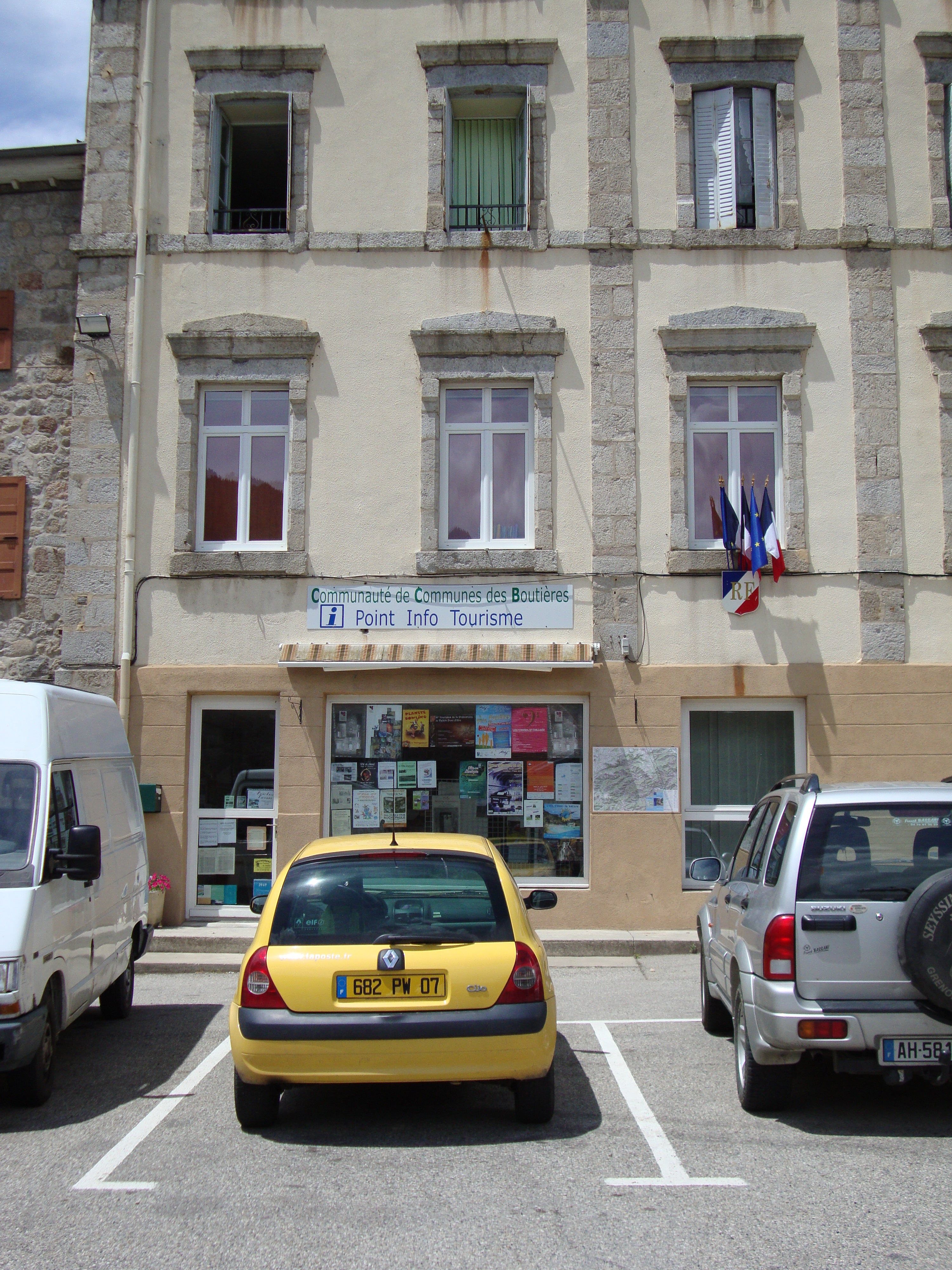